# Angela Dugalić
Angela Dugalić (nacida el 29 de diciembre de 2001 en Des Plaines, Illinois) es una jugadora de baloncesto serbia. Con 1.93 metros de estatura, juega en la posición de ala-pívot.